# Keiyo
Keiyo of Elgeyo is een voormalig Keniaans district. Het district telde 143.865 inwoners (1999) en had een bevolkingsdichtheid van 100 inw/km². Ongeveer 7,7% van de bevolking leeft onder de armoedegrens en ongeveer 39,0% van de huishoudens heeft beschikking over elektriciteit. In 2010 ging dit district over in Elgeyo-Marakwet County.

## Geboren
- John Kibowen (1969), atleet
- Bernard Barmasai (1974), atleet
- Salina Kosgei (1976), atleet
- Rose Cheruiyot (1976), atlete
- Sally Barsosio (1978), atleet
- Sammy Kipketer (1981), atleet
- Wilson Kipsang (1982), atleet
- Saif Saaeed Shaheen (1982), Qatarees atleet
- James Kwambai (1983), atleet
- Vivian Cheruiyot (1983), atlete
- Moses Kipkosgei Kigen (1983), atleet
- Mark Korir (1985), atleet
- Brimin Kipruto (1985), atleet
- Bernard Kipyego (1986), atleet
- Florence Kiplagat (1987), atlete